# نير بركات

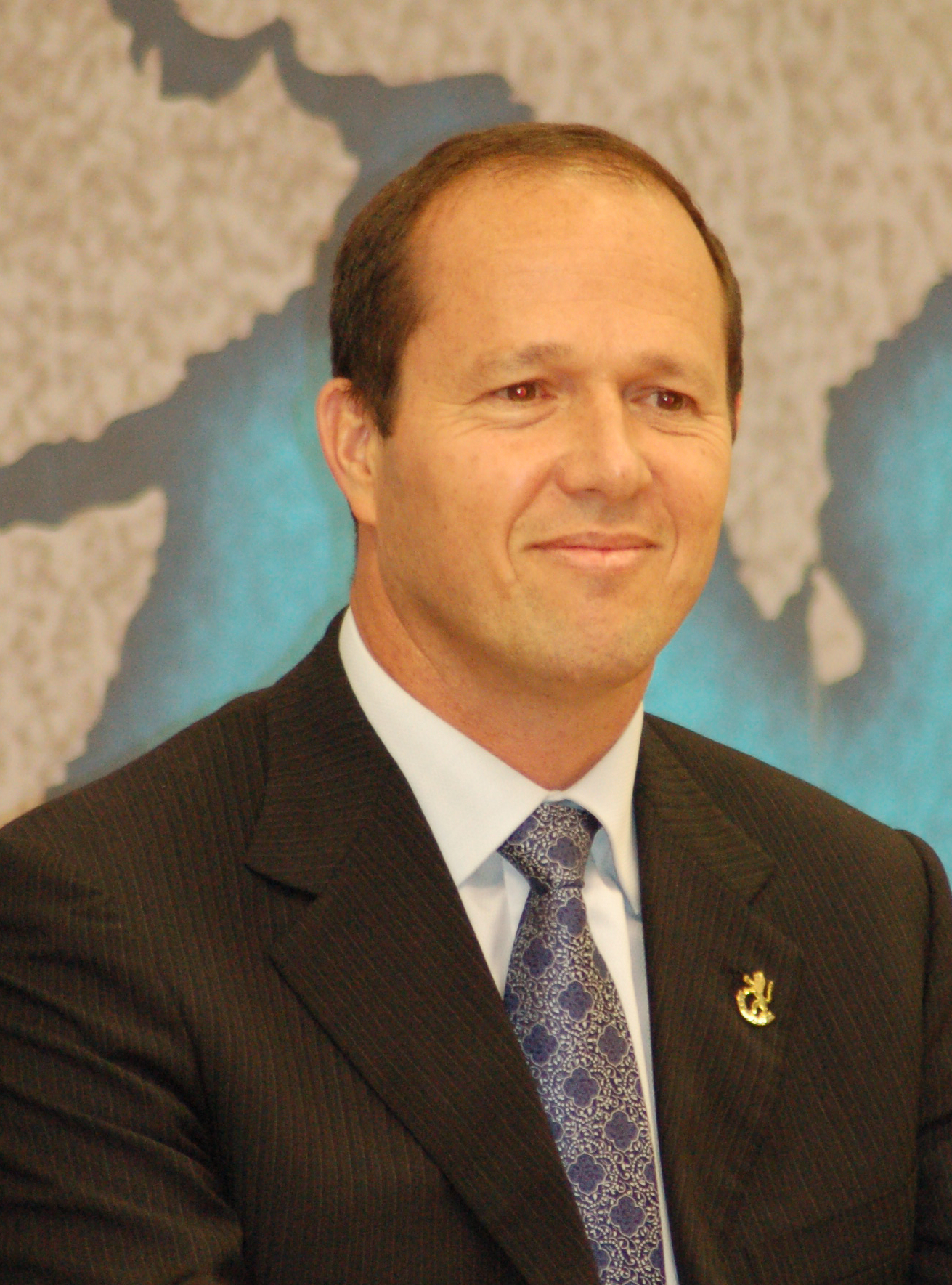
نير بركات رئيس بلدية القدس.

نير بركات (بالعبرية: ניר ברקת) (19 أكتوبر 1959 - )؛ رئيس بلدية القدس ما بين 2008 و2018. تولى منصب وزير الاقتصاد في حكومة إسرائيل السابعة والثلاثين برئاسة بنيامين نتنياهو بداية من عام 2022.

## مواقف سياسية
في يوليو 2025، دعا نير بركات إلى تفكيك السلطة الوطنية الفلسطينية مشيرًا إلى أن نموذج أوسلو «لا يستحق البقاء».